# Rot-Weiss Essen
Rot-Weiss Essen é uma agremiação esportiva alemã, fundada a 1 de fevereiro de 1907, sediada em Essen, cidade da Renânia do Norte-Vestfália.

## História

### O início
A sociedade esportiva veio a ser formada com o nome de SV Vogelheim da fusão de dois clubes menores: SC Preussen e Deutsche Eiche. Em 1910, o Vogelheim fez um acordo com o Turnerbund Bergeborbeck, que permitiu a ambos de criar uma equipe de futebol. Os jogadores, em 1913, fundaram um próprio clube, o Spiel- und Sportverein Emscher-Vogelheim, que mudou de nome para Spiel und Sport 1912 após a Primeira Guerra Mundial. Enfim, em 1923, a equipe se reuniu novamente ao Turnerbund Bergeborbeck para criar o Rot-Weiss Essen.

### Entrada na Gauliga
Em 1938, o time ingressou no futebol de alto nível da Gauliga Niederrhein, uma das dezesseis máximas divisões formadas, em 1933, a partir da reorganização do futebol alemão sob a égide do Terceiro Reich. A equipe ficou a apenas um ponto de conquistar o título da divisão em 1941. Em 1943, em tempo de guerra, atuou junto ao BV Altenessen com uma equipe mista chamada KSG SC Rot-Weiß Essen/BV 06 Altenessen. Na temporada sucessiva se uniu também ao BVB Essen, mas jogou somente uma vez, em uma temporada abortada por conta da Segunda Guerra Mundial.

### Ascensão e queda
O clube voltou ao futebol de primeira divisão na Oberliga West, em 1948. Uma série de apresentações convincentes o levaram à vitória no campeonato de 1952. O ápice do sucesso chegou com a vitória por 2 a 1 contra o Alemannia Aachen, na final da Copa da Alemanha de 1953. Dois anos depois, a 26 de junho de 1955 sagrou-se pela primeira e única vez campeão alemão com uma vitória por 4-3 sobre o FC Kaiserslautern. Na temporada seguinte, o Rot-Weiss se tornou a primeira agremiação alemã a se qualificar para a UEFA Champions League, essas façanhas o fez a ser convidado para disputar o primeiro Torneio Internacional de Paris em 1957 onde representou a Alemanha atual campeã da Copa do Mundo da FIFA em 1954, torneio no qual reuniu as melhores equipes do mundo entre clubes, Helmut Rahn se tornou o primeiro atleta do clube a se qualificar para o prêmio bola de ouro, alcançando a segunda posição na edição de 1957.
O rendimento da equipe piorou após esses êxitos. O Rot Weiss se tornou um time de médio porte antes de cair em 1961. Disputou grande parte dos anos 1960 na segunda divisão, mas conseguiu fazer a sua primeira aparição na Bundesliga na temporada 1966-1967. Fez o seu retorno à Bundesliga por duas temporadas. Em 1969-1970, e novamente por quatro temporadas a partir de 1973-1974. Atualmente, é considerado um time de segunda ou de terceira divisão, tendo passado uma só temporada na Oberliga Nordrhein (IV), em 1998-1999.
O clube foi atingido por problemas financeiros que o levaram a ter a licença cassada em 1984, 1991 e 1994, e que o levaram todas essas vezes, como consequência, ao rebaixamento da 2.Bundesliga. Nesse período os momentos melhores se resumiram à vitória no campeonato de diletantes, em 1992, e uma aparição, em 1994, na final da Copa da Alemanha, quando perderam o confronto contra o Werder Bremen.

### Os últimos anos
O Rot Weiss retornou à Regionalliga Nord (III), em 1999, e avançou à 2.Bundesliga na temporada seguinte. Na temporada 2007-2008 militou na Regionalliga por conta do décimo-quinto lugar conquistado na Zweite Bundesliga no ano precedente.

## Estádio
O Rot-Weiss joga no Georg-Melches-Stadion, o qual possui capacidade para 15.000 lugares. Leva o nome de um ex-presidente do clube. Fica situado em Hafenstraße, rua do Porto. A equipe goza de um bom suporte por parte dos torcedores, obtendo um público médio de mais de 6000 espectadores por partida.

## Curiosidade
- Em 1956, o campo de jogo da equipe se tornou o primeiro da Alemanha Ocidental a ser dotado de iluminação artificial.[2]
- Em novembro de 2005, Pelé se tornou membro honorário da agremiação (inscrição: 23101940).[3][4][5]

- Os torcedores do clube são simpáticos ao FC Kray, equipe da mesma região, que disputa a Regionalliga West (IV).

## Títulos

### Nacionais
- Campeonato Alemão (1):
  - 1955
- Copa da Alemanha (1): 
  - 1953

## Ídolos do clube
- Helmut Rahn
- Otto Rehhagel

## Elenco
Atualizado 17 de junho de 2021.
Legenda
- : Capitão
- : Jogador lesionado